# Віршовий розмір
Віршо́вий ро́змір, або Ме́тр (грец. μέτρον — міра) — це поширений у силабо-тонічній версифікації термін для позначення особливостей ритмічної одиниці, покладеної в основу певного віршового твору, власне — міра вірша, його загальна схема, з якою узгоджуються його елементи (ямбічний розмір, дактилічний розмір тощо).

## Теорія віршового розміру
Метричне віршування, що спирається на розташування довгих та коротких складів, притаманне античній поезії, арузу тощо (квантитативне віршування), натомість у силабо-тоніці за основу береться чергування наголошених та ненаголошених складів (квалітативне віршування).

## Види віршових розмірів

### Односкладовий розмір
Брахіколон — вірш або частина вірша, кожен рядок якого побудований з одного складу.
Вже
Час
Нас
Зве
Ще
Раз
Нас
Жде
Кров
Біль
Зов
Піль
Це
Я
(Б.-І. Антонич).

### Двоскладові розміри
Ямб — у силабо-тонічному віршуванні, поширеному в українській поезії, це двоскладова стопа із наголосом на другому складі (˘ /). У метричному (античному) віршуванні — це двоскладова стопа, що має короткий і довгий склад (˘ ¯).
Яких іще зазнаю кар?
Якими нетрями ітиму
Шляхами з Риму і до Криму
Під ґвалт і кпини яничар?
(І. Світличний).
Хоре́й, або Трохе́й — в античному віршуванні — триморна двоскладова стопа з першим довгим і другим коротким складами.
Тихо. Зорі потопають
В океані хмар і ночі,
Понад хвилі грім гуркоче,
По каютах скрізь дрімають (…)
(П. Карманський).

### Трискладові розміри
Да́ктиль — в античній версифікації — стопа на чотири мори з трьох складів, з яких перший — довгий, решта — короткі.
В райдугу чайка летіла.
Хмара спливала на схід.
Може б, і ти захотіла
Чайці податися вслід?
Сонце на заході впало.
Райдуга згасла в імлі.
Темно і холодно стало
На неспокійній землі
(Л. Первомайський).
Амфібра́хій — в античній версифікації — трискладова стопа на чотири мори з довгим середнім складом.
плюгавіє плоть обіцяючи ще
призи девіацій деменцій
я краще би випав кислотним дощем
в застояні води венецій
(Ю. Іздрик)
Анапе́ст — в античному віршуванні — трискладова стопа тривалістю в чотири мори, що складається з двох коротких і одного довгого на кінці складу, з ритмічним наголосом на довгому: UU—. У силабо-тонічному віршуванні — стопа, що складається з двох ненаголошених і одного наголошеного на кінці складу.
Закигиче розлука над нами,
Розчахне двосистемно навскіс,
Замордується лихо ножами
Чи зависне в петлі твоїх кіс
(І. Драч).